# Léon Jamin (peintre)
Pour les articles homonymes, voir Jamin.
Léon Jamin, né à Liège le 22 novembre 1872 et mort dans sa ville natale le 22 novembre 1944, est un peintre post-impressionniste belge, spécialiste des paysages de la Campine et de l'Ardenne.

## Biographie
Sixième enfant d'une fratrie de 14, il est le fils d'Ernest Joseph Jamin et de Antoinette Henriette Frison. Élève à l'Académie de Liège auprès d'Adrien de Witte et d'Évariste Carpentier, aux côtés duquel il travaille en Campine. Il voyage également en Espagne et en Provence.
Il participe souvent dans les années 1920 et 1930 à des expositions à Bruxelles et Liège.

## Œuvres
Ses œuvres sont exposées principalement au Musée de l'art wallon à Liège.
- Paysage enneigé, vendue le 16 janvier 2007 chez Élysée-Liège pour un prix de 650 euros,
- Coucher de soleil sur les marais, 55 × 40 cm,
- Allégorie de l'automne, 97 × 57 cm.

Les prix de ses tableaux varient entre 200 et 2 000 euros, avec des records jusqu'à 10 000 euros (France-2003).